# Guido Ascoli

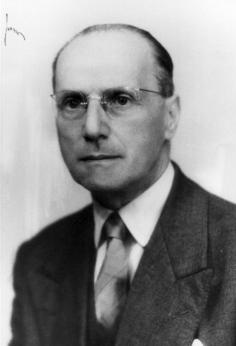
Guido Ascoli

Guido Ascoli (* 12. Dezember 1887 in Livorno; † 10. Mai 1957 in Turin) war ein italienischer Mathematiker.

## Biografie
Ascoli war der Sohn des Mathematikers Giulio Ascoli. Er ging in Livorno zur Schule und begann 1903 sein Studium des Bauingenieurwesens und danach der Mathematik an der Universität Pisa, wo Eugenio Bertini und Luigi Bianchi seine Lehrer waren. 1907 erhielt er seinen Laurea-Abschluss mit einer Arbeit über Singularitäten analytischer Funktionen. Er war noch kurze Zeit am Lehrstuhl, musste aber dann wegen familiärer Probleme Geld verdienen und arbeitete in der elektrotechnischen Industrie als Ingenieur. Aus Gesundheitsgründen wechselte er zu einer Karriere als Schullehrer. 1909 wurde er Mathematiklehrer an der Technikerschule in Spoleto, 1911 bis 1913 in Cagliari, dann bis 1915 in Caserta und 1915/16 in Florenz. 1913 erschien sein Geometrie-Schulbuch für Technikerschulen. Danach diente er als Offizier bei der Artillerie im Ersten Weltkrieg und wurde durch Granatsplitter verwundet. Ab 1919 war er wieder Lehrer an Technikerschulen, zuerst in Parma und ab 1920 in Turin am technischen Institut und ab 1924 am neu gegründeten Liceo Scientifico. 1924 erschien sein Analysis-Schulbuch für Technikerschulen. 1925 heiratete er Mauriziana Sossi, mit der er zwei Kinder hatte.
In Turin begann er aktiv mathematisch zu forschen und veröffentlichte 1926 bis 1930 bedeutende Aufsätze über partielle Differentialgleichungen (Dirichlet-Problem, Laplacegleichung in hyperbolischen Räumen, Singularitäten harmonischer Funktionen). 1930 bewarb er sich in einem Wettbewerb um eine Professur an der Universität Cagliari und wurde Dritter. 1932 wurde er Professor für Analysis in Pisa und 1934 in Mailand. Mitte der 1930er Jahre erschien eine Monographie von Ascoli über elliptische und parabolische partielle Differentialgleichungen (Equazioni a derivate parziali dei tipi ellittico e parabolico). Aufgrund der 1938 erlassenen antisemitischen Gesetze der italienischen faschistischen Regierung verlor er seinen Lehrstuhl und musste die Universität verlassen. Danach lebte er in Turin und, nachdem die Deutschen 1943 die Macht in Italien übernahmen, in einem Dorf (Dusino San Michele) in der Provinz Asti im Piemont. Er gab Privatunterricht und wurde von der jüdischen Gemeinde in Mailand unterstützt sowie von Mauro Picone in Rom, der ihn ermutigte, weiter Forschung zu betreiben.
Ab 1945 lehrte er wieder an der Universität Mailand und ab 1948 an der Universität Turin, wo er hauptsächlich Schullehrer in Mathematik ausbildete. Seine Vorlesungen über elementare Mathematik vom höheren Standpunkt, die auch mit Beispielen aus der Geschichte der Mathematik illustriert waren, erschienen 1952 (Lezioni di Matematiche complementari). Außerdem gab er Einführungskurse in mathematischer Kultur sowie Vorlesungen über höhere Analysis und Funktionentheorie.
1947 wurde er korrespondierendes Mitglied der Accademia dei Lincei, 1952 der Turiner Akademie der Wissenschaften und 1953 der Mailänder Akademie der Wissenschaften. 1950 wurde er Präsident der Turiner Sektion von Mathesis. 1953 wurde er Mitglied der International Commission on Mathematical Instruction und 1955 Präsident der nationalen italienischen Kommission für Mathematikdidaktik, was er bis 1957 blieb.

## Schriften
- mit P. Burgatti und G. Giraud: Equazioni a derivate parziali dei tipi ellittico e parabolico. Florenz: Sansone 1936
- Sugli spazi lineari metrici e le loro varietà lineari, Ann. di Mat., Band 10, 1932, S. 33–81, 203–232.